# Santiago Chimaltenango
Santiago Chimaltenango (Santiago: en honor a Santiago Apóstol) es un municipio del departamento de Huehuetenango de la región nor-occidente de la República de Guatemala.

## Toponimia

### Nombre en castellano
Muchos de los nombres de los municipios y poblados de Guatemala constan de dos partes: el nombre del santo católico que se venera el día en que fueron fundados y una descripción con raíz náhuatl; esto se debe a que las tropas que invadieron la región en la década de 1520 al mando de Pedro de Alvarado estaban compuestas por soldados españoles y por indígenas tlaxcaltecas y cholultecas.
El nombre de Santiago es en honor a Santiago Apóstol, mientras que el topónimo «Chimaltenango» proviene del náhuatl del término «Chimalli» que quiere decir «escudo» o «rodela». Muchos traductores indican es mejor traducirlo como «Lugar Amurallado de los Escudos»

### Nombre en mam
El topónimo Chimaltenango provendría mam, específicamente del término «Chimb´al» que significaría «Cuna de Marimbas», aunque este instrumento fue traído a América por los conquistadores españoles.

## Demografía
El municipio tiene, en 2022, una población aproximada de 14 631 habitantes según el censo de población del año 2018 con una densidad de 375 personas por kilómetro cuadrado. Existe una población superior de etnias indígenas con el 99% de la población total, mayoritariamente de la etina Mam, y el 1% es de etnia ladina.

## Geografía física
El municipio de Santiago Chimaltenango tiene una extensión territorial de 39 km².

### Ubicación geográfica
Se encuentra a una distancia de 56 km de la cabecera departamental Huehuetenango y 317 km de la ciudad capital Guatemala. Está rodeado por municipios del departamento de Huehuetenango: en el norte del municipio se encuentran los municipios de Concepción Huista, Todos Santos Cuchumatán y Unión Cantinil , al este se encuentra el municipio de San Juan Atitán, al oeste se encuentran los municipios de Colotenango y San Pedro Nécta y al sur se encuentra el municipio de Colotenango.
|                                      | Norte: Concepción Huista, Todos Santos Cuchumatán y Unión Cantinil |                       |
| Oeste: Colotenango y San Pedro Nécta |                                                                    | Este: San Juan Atitán |
|                                      | Sur: Colotenango                                                   |                       |

## Gobierno municipal
Los municipios se encuentran regulados en diversas leyes de la República, que establecen su forma de organización, lo relativo a la conformación de sus órganos administrativos, tributos destinados para los mismos; esta legislación se encuentra dispersa en diversos niveles.  Ahora bien, que exista legislación específica para los municipios no significa que a estos no les sean aplicables las normas contenidas en otros cuerpos normativos, pues aunque se trata de entidades autónomas, las mismas se encuentran sujetas, al igual que todas las entidades de tal naturaleza, a la legislación nacional.
Específicamente, las principales leyes que rigen a los municipios en Guatemala desde 1985 son:
| N.º | Ley                                                | Descripción |
| --- | -------------------------------------------------- | --- |
| 1   | Constitución Política de la República de Guatemala | Le son aplicables diversos artículos generales de la misma, y además tiene una regulación legal específica en los artículos 253 al 262, que constituyen su base constitucional.                                                                                            |
| 2   | Ley Electoral y de Partidos Políticos              | Ley de carácter constitucional creada por la Asamblea Nacional Constituyente que aplicable a los municipios en diversos aspectos pero fundamentalmente en el tema de la conformación de sus autoridades electas, puesto que regula la manera en que se eligen y conforman. |
| 3   | Código Municipal                                   | Decreto 12-2002 del Congreso de la República de Guatemala. Tiene la categoría de ley ordinaria y contiene preceptos generales aplicables a todos los municipios, e inclusive contiene legislación referente a la creación de los municipios.                               |
| 4   | Ley de Servicio Municipal                          | Decreto 1-87 del Congreso de la República de Guatemala. Regula las relaciones entra la municipalidad y los servidores públicos en materia laboral. Tiene su base constitucional en el artículo 262 de la constitución que ordena la emisión de la misma.                   |
| 5   | Ley General de Descentralización                   | Decreto 14-2002 del Congreso de la República de Guatemala. Regula el deber constitucional del Estado, y por ende del municipio, de promover y aplicar la descentralización y desconcentración económica y administrativa.                                                  |

El gobierno de los municipios de Guatemala está a cargo de un Concejo Municipal, de conformidad con el artículo 254 de la Constitución Política de la República de Guatemala, que establece que «el gobierno municipal será ejercido por un concejo municipal». A su vez, el código municipal —que tiene carácter de ley ordinaria y contiene disposiciones que se aplican a todos los municipios de Guatemala— establece en su artículo 9 que «el concejo municipal es el órgano colegiado superior de deliberación y de decisión de los asuntos municipales […] y tiene su sede en la circunscripción de la cabecera municipal». Por último, el artículo 33 del mencionado código establece que «[le] corresponde con exclusividad al concejo municipal el ejercicio del gobierno del municipio».
El concejo municipal se integra de conformidad con lo que establece la Constitución en su artículo 254, es decir «se integra con el alcalde, los síndicos y concejales, electos directamente por sufragio universal y secreto para un período de cuatro años, pudiendo ser reelectos». Al respecto, el código municipal en el artículo 9 establece «que se integra por el alcalde, los síndicos y los concejales, todos electos directa y popularmente en cada municipio de conformidad con la ley de la materia».
Los alcaldes que ha habido en el municipio son:
- 2012-2016: Héctor Jiménez[8]

Alcalde actualmente 
- 2016-2020: Armando Humberto Hernández Carrillo.

## Cultura

### Costumbres
Carreras de Ceballos en Semana Santa es muy importante.
Baile de disfraces en Semana Santa.

### Música
Como Chimaltenango se traduce a “la cuna de marimbas”
la marimba es la música del lugar. 

## Historia

### Conquista de Guatemala
Al momento de la Conquista de Guatemala en la década de 1520, el poblado donde se asienta Santiago Chimaltenango ya existía.  Los invasores españoles, tlaxcaltecas y cholultecas atacaron a Zaculeu en 1525, la cual fue defendida por un ejército proveniente de los poblados de los alrededores, que estaban donde se asientan los modernos municipios de Santiago Chimaltenango, Todos Santos Cuchumatán y San Juan Atitán.

### Tras la Independencia de Centroamérica
Tras la Independencia de Centroamérica, la constitución política del Estado de Guatemala decretada el 11 de octubre de 1825 dividió al Estado en once distritos para la impartición de justicia; de esta cuenta, Santiago Chimaltenango estuvo en el circuito de Huehuetenango en el distrito N.º 9 (Totonicapán) junto con Huehuetenango, Chiantla, Aguacatán, Chalchitán, la Cordillera, Moscoso, Todos Santos, San Martín, el Trapichillo, Guaylá, Nectá, Usumacinta, San Ildefonso Ixtahuacán, Ichil, Santa Bárbara, Malacatán, San Ramón, San Lorenzo, Santa Isabel, San Sebastián, San Juan Atitán y Colotenango.

### El efímero Estado de Los Altos

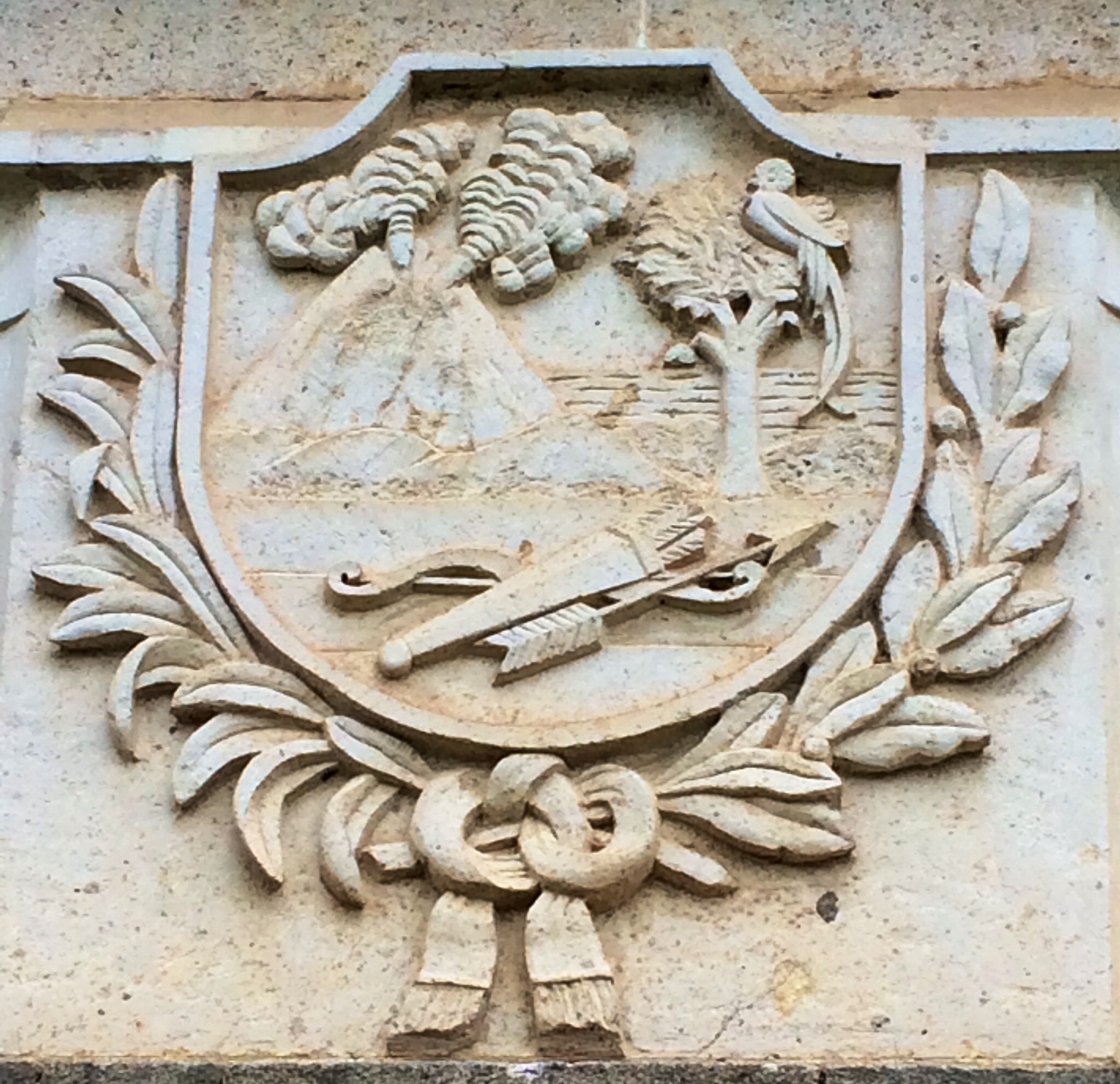
Escudo del Estado de los Altos

A partir del 3 de abril de 1838, Santiago Chimaltenango fue parte de la región que formó el efímero Estado de Los Altos y que forzó a que el Estado de Guatemala se reorganizara en siete departamentos y dos distritos independientes el 12 de septiembre de 1839: 
- Departamentos: Chimaltenango, Chiquimula, Escuintla, Guatemala, Mita, Sacatepéquez, y Verapaz
- Distritos: Izabal y Petén[10]

La región occidental de la actual Guatemala había mostrado intenciones de obtener mayor autonomía con respecto a las autoridades de la ciudad de Guatemala desde la época colonial, pues los criollos de la localidad consideraban que los criollos capitalinos que tenían el monopolio comercial con España no les daban un trato justo.  Pero este intento de secesión fue aplastado por el general Rafael Carrera, quien reintegró al Estado de Los Altos al Estado de Guatemala en 1840.

### Reorganización territorial durante el gobierno de Jorge Ubico
El 11 de diciembre de 1935, como parte de la simplificación administrativa impulsada por el gobierno del general Jorge Ubico,  fue descategorizado como municipio y fue integrado como aldea al municipio de San Pedro Nécta. Esto creó algunos conflictos, ya que aunque los habitantes del municipio aceptaron la decisión del gobierno, cuando supieron que los derechos sus tierras, su bandera, el retrato del presidente y la vara edilicia tenían que ser del municipio de San Pedro Nécta, no aceptaron esa orden. Los líderes de Santiago decidieron protestar y se dirigieron a la Ciudad de Guatemala para que se suprimiera esa orden; tras caminar ocho días, presentaron su alegato ante el Ministro de Gobernación, y se les fue concedida la petición de permanecer con sus símbolos y los derechos de las tierras.[cita requerida]
Tras el derrocamiento del presidente Ubico en 1944, Santiago Chimaltenango fue elevado nuevamente a la categoría de municipio por el presidente Dr. Juan José Arévalo el 2 de febrero de 1948; la aldea Unión Cantinil fue parte del nuevo municipio.